# Edward Pasek (prezydent)
Edward Pasek, także Adam Pasek (ur. 1907, zm. 1977) – polski działacz państwowy i partyjny, od stycznia do lutego 1945 prezydent Sosnowca.

## Życiorys
Przed II wojną światową był sympatykiem Komunistycznej Partii Polski. Po wojnie przystąpił do Polskiej Partii Socjalistycznej, należał do grupy inicjatywnej, która przybyła do Sosnowca krótko po wyzwoleniu w 1945. 27 stycznia 1945 objął funkcję prezydenta miasta. Zajmował ją do 20 lutego, kiedy został aresztowany przez Urząd Bezpieczeństwa wraz z I sekretarzem Komitetu Miejskiego PPR w Sosnowcu Józefem Knapczykiem pod zarzutem współpracy z Gestapo. Po zwolnieniu z więzienia był komendantem Milicji Obywatelskiej w Będzinie.
Pochowany na cmentarzu przy parafii pw. św. Tomasza Apostoła w Sosnowcu.